# Аделін (Іллінойс)
Аделін (англ. Adeline) — селище (англ. village) в США, в окрузі Оґл штату Іллінойс. Населення — 78 осіб (2020).

## Географія
Аделін розташований за координатами 42°8′26″ пн. ш. 89°29′31″ зх. д. / 42.14056° пн. ш. 89.49194° зх. д. (42.140519, -89.491864).  За даними Бюро перепису населення США в 2010 році селище мало площу 0,68 км², уся площа — суходіл.

## Демографія
Згідно з переписом 2010 року, у селищі мешкало 85 осіб у 37 домогосподарствах у складі 23 родин. Густота населення становила 125 осіб/км².  Було 40 помешкань (59/км²).
Расовий склад населення:
| - 98,8 % — білих - 1,2 % — корінних американців |

До двох чи більше рас належало 0,0 %. Частка іспаномовних становила 1,2 % від усіх жителів.
За віковим діапазоном населення розподілялося таким чином: 23,5 % — особи молодші 18 років, 60,0 % — особи у віці 18—64 років, 16,5 % — особи у віці 65 років та старші. Медіана віку мешканця становила 44,3 року. На 100 осіб жіночої статі у селищі припадало 107,3 чоловіків;  на 100 жінок у віці від 18 років та старших — 109,7 чоловіків також старших 18 років.
Середній дохід на одне домашнє господарство  становив 55 395 доларів США (медіана — 50 417), а середній дохід на одну сім'ю — 72 288 доларів (медіана — 61 250). Медіана доходів становила 53 125 доларів для чоловіків та 26 875 доларів для жінок. За межею бідності перебувало 13,3 % осіб, у тому числі 33,3 % дітей у віці до 18 років та 15,6 % осіб у віці 65 років та старших.
Цивільне працевлаштоване населення становило 39 осіб. Основні галузі зайнятості: роздрібна торгівля — 20,5 %, виробництво — 15,4 %, освіта, охорона здоров'я та соціальна допомога — 12,8 %, транспорт — 10,3 %.